# Schizechinus
Schizechinus is een geslacht van uitgestorven zee-egels uit de familie Toxopneustidae.

## Soorten
- Schizechinus candeli Lambert, 1931 †